# 芸濃インターチェンジ
芸濃インターチェンジ（げいのうインターチェンジ）は、三重県津市芸濃町椋本にある伊勢自動車道のインターチェンジである。

## 道路
- E23 伊勢自動車道（35番）
- 接続する道路：三重県道10号津関線（伊勢別街道）

## 歴史
- 1981年（昭和56年）9月17日、関JCT（現・伊勢関IC） - 津IC間に、当ICが新たに開通・供用開始となった。

## 料金所
- ブース数：5

### 入口
- ブース数：2
  - ETC専用：1
  - ETC/一般：1

### 出口
- ブース数：3
  - ETC専用：2
  - 一般：1

## 周辺
- 三重県営鈴鹿スポーツガーデン
- JR 紀勢本線 下庄駅

## 隣
E23 伊勢自動車道
(34) 伊勢関IC/関JCT - (35) 芸濃IC - 安濃SA - (36) 津IC